# Lino Oviedo
Lino César Oviedo Silva (ur. 23 września 1943 w Juan de Mena w departamencie Cordillera, zm. 2 lutego 2013) – paragwajski polityk, generał.

## Życiorys
Oviedo urodził się w 1943 w mieście Juan de Mena w departamencie Cordillera w Paragwaju.
Swą karierę zawodową rozpoczynał w wojsku. W 1989 odegrał znaczącą rolę w procesie przywracania demokracji w kraju i obalenia władzy generała Alfredo Stroessnera. W 1993 został mianowany naczelnym dowódcą armii.
W kwietniu 1996 generał Oviedo dokonał nieudanego zamachu stanu przeciwko prezydenta Juanowi Carolosowi Wasmosie. Rebelia została powstrzymana przez prezydenta, gdy obiecał Oviedzie stanowisko ministra obrony. Jednak później oferta ta została wycofana.
W 1998, kiedy Oviedo chciał wziąć udział w wyborach prezydenckich, dzięki staraniom prezydenta Wasmosy, został skazany na 10 lat pozbawienia wolności za próbę przeprowadzenia zamachu stanu.
W sierpniu 1998, po wygranej w wyborach prezydenckich Raula Cubasa, bliskiego przyjaciela Oviedo, nowy prezydent ułaskawił go.
W 1999 w Paragwaju został zamordowany w niewyjaśnionych okolicznościach wiceprezydent Luis María Argaña, główny rywal Oviedo i prezydenta Cubasa. Podejrzenia padły na ich otoczenie. Prezydent musiał zrezygnować ze stanowiska. Oviedo opuścił kraj i wyjechał do Argentyny, a następnie do Brazylii.
28 czerwca 2004 powrócił do Paragwaju. Został zatrzymany przez policję i umieszczony w więzieniu wojskowym Viñas Cué, niedaleko od Asunción. Skazany początkowo na 10 lat, został 6 września 2007 warunkowo zwolniony za dobre sprawowanie.
W listopadzie 2006 Paragwajczyk, Tomás Velzáquez, rozpoczął publiczny strajk głodowy w proteście przeciw uwięzieniu Oviedo. Następnie został publicznie ukrzyżowany naprzeciw Sądu Najwyższego.
Lino Oviedo był kandydatem w wyborach prezydenckich, które odbyły się 20 kwietnia 2008. Uzyskał 22% głosów, przygrywając z Fernando Lugo i Blancą Ovelar.
2 lutego 2013 Oviedo zginął w katastrofie helikoptera, wracając z jednego ze spotkań wyborczych w czasie kampanii przed wyborami prezydenckimi w 2013, w których był również kandydatem. Razem z nim, śmierć poniósł pilot oraz ochroniarz.